# ططيوس يوليوس بلبيلوس
ططيوس يوليوس بلبيلوس (ازدهر في النصف الثاني من القرن الثاني والنصف الأول من القرن الثالث) كان أرستقراطيًا إميسينيًا (حمصيًّا) من سلالة شمس غرام (إميسين) في سوريا الرومانية والذي خدم كاهنًا لعبادة إيل جبل (الاسم الآرامي اللاتيني للإله السوري للشمس) في روما أثناء عهد أباطرة سيفيروس سيبتيموس سيفيروس (حكم 193–211) وقرقلة (حكم. 211–217).

## الحياة
على الرغم من قلة ما هو معروف عن أصول بلبيلوس، إلا أنه كان مرتبطًا بطبريوس يوليوس بالبيلوس، المعروف أيضًا باسم أوريليوس يوليوس بالبيلوس، وهو كاهن آخر من طائفة إيل جبل في روما. مثل طبريوس يوليوس بلبيلوس، كان بلبيلوس أيضًا قريبًا للإمبراطورة الرومانية جوليا دومنا وعائلتها.
يُعرف بلبيلوس من النقوش بأنه كاهن إيل جبل في روما أثناء عهد سيبتيموس سيفيروس وقرقلة، والتي يعود تاريخها إلى ما قبل عام 218. كان المعبد الموجود في روما والمخصص للآلهة السورية القديمة، بما في ذلك إيل جبل، يقع في تراستيفيري. كان يُطلق على الكاهن في عبادة إيل جبل اسم كاهن الشمس ،  بينما كانت طائفة إيل جبل تُسمى كاهن إيل الشمس.
بدأ كهنوت بلبيلوس في تاريخ غير معروف قبل نهاية القرن الثاني. من النقوش الباقية، يتبين أن بلبيلوس كان يتمتع برعاية إمبراطوري من سلالة سيفيران.
في 15 يناير 201، قام بلبيلوس بتقديم هدية إلى العذراء فيستال نوميسيا ماكسيميلا. بعد خمسة أيام، في 20 يناير 201، كان لبلبيلوس نقشًا منحوتًا تكريمًا لكلوديوس جوليانوس، الحاكم السنوي [الإنجليزية]. أظهر رجل مُحرَّر يُدعى إوديمون امتنانه لبالبيلوس باعتباره راعيه الأول من خلال نقش إهداء. كان بلبيلوس كاهنًا، وكُرم باعتباره حاميًا لإوديمون، وأعرب عن امتنانه في هذه المناسبة لإحياء ذكرى راعيه. بعد هذه اللحظة، لم يعد معروفًا أي شيء عن بلبيلوس.